# Forme galénique
 (août 2016).
Si vous disposez d'ouvrages ou d'articles de référence ou si vous connaissez des sites web de qualité traitant du thème abordé ici, merci de compléter l'article en donnant les références utiles à sa vérifiabilité et en les liant à la section « Notes et références ».
Une forme galénique, forme médicamenteuse, ou forme pharmaceutique est la forme sous laquelle sont mis les principes actifs et les excipients (matières inactives) pour constituer un médicament ; l'usage du terme « forme posologique » n’est pas recommandé, car c’est un calque de l’anglais dosage form. Elle correspond à l’aspect physique final du médicament tel qu’il sera utilisé chez un patient : comprimés, gélules, sachets, solutions buvables, suspensions injectables, etc.
Les noms des formes pharmaceutiques ont été harmonisés en Europe[évasif], afin d’éviter les confusions et éventuellement les erreurs de manipulation. Par exemple, un liquide oral tel qu'un bain de bouche, qui ne doit pas être avalé, ne doit pas être confondu avec une solution buvable.

## Formes solides

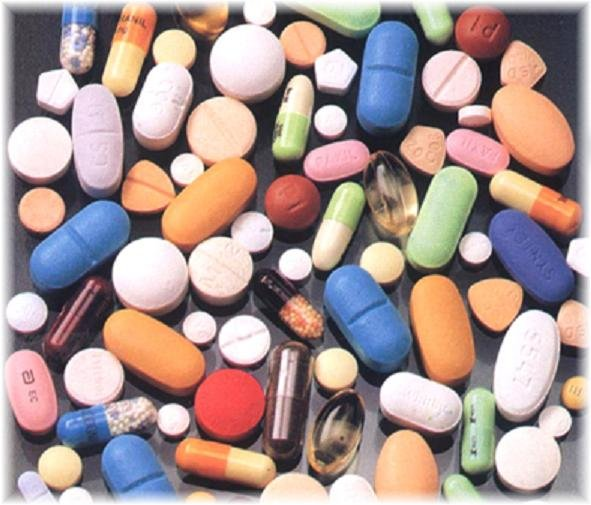
Différentes formes de médicaments

- Forme galénique d'ovule avec un exemple d'ovule pleine, Droguier de l'université Lyon 1.Bâton

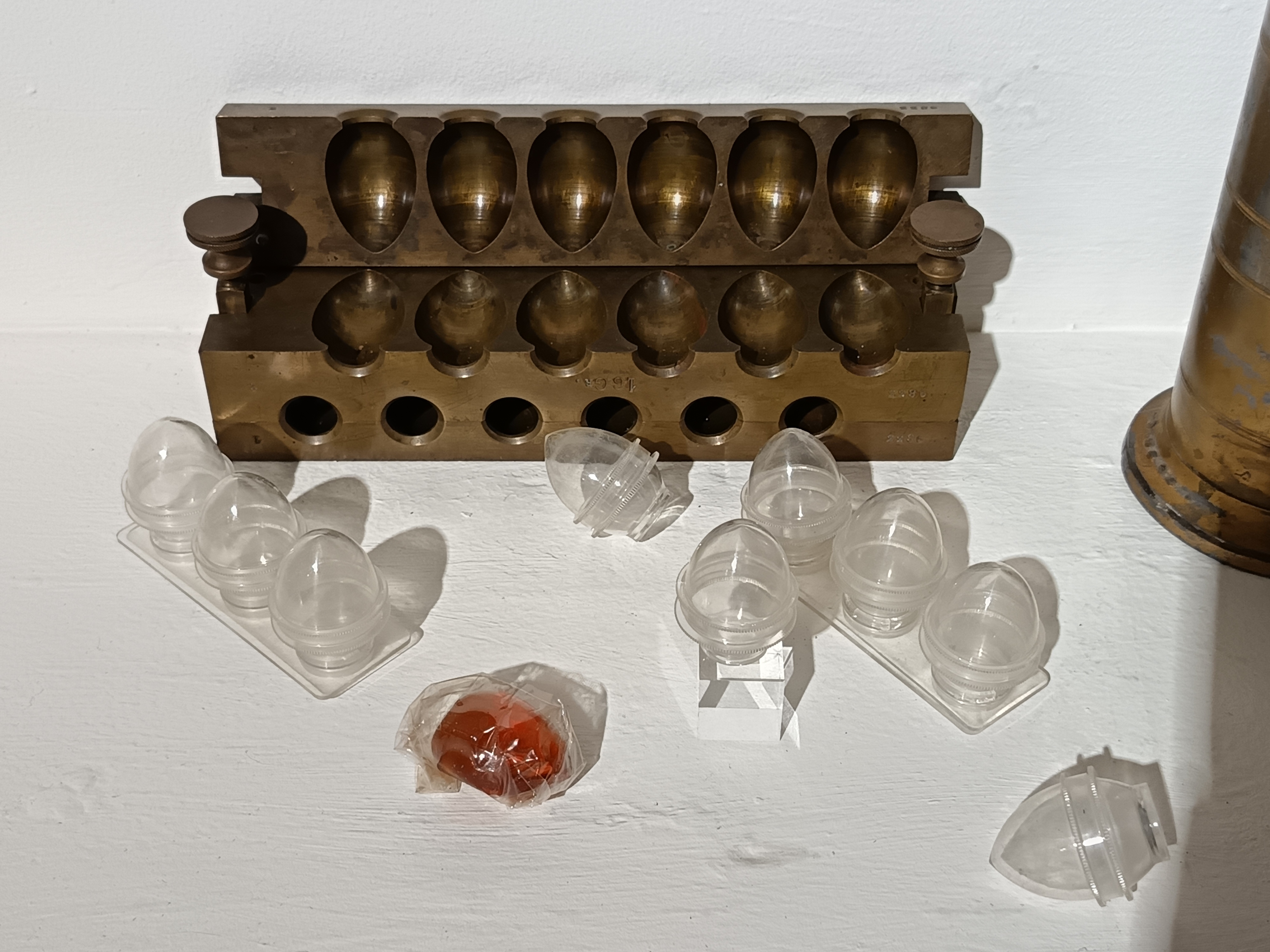
Forme galénique d'ovule avec un exemple d'ovule pleine, Droguier de l'université Lyon 1.

- Comprimé enrobé (dragée) ou non, effervescent, soluble, orodispersible, gastrorésistant ou à libération modifiée
- Capsules
  - Capsule à enveloppe molle
  - Capsule à enveloppe dure (gélule)
    - Gélule gastro-résistante
- Gomme à mâcher
- Granule
- Granulé
- Pilule
- Pastille
- Poudre orale ou pour application cutanée
- Poudre lyophilisée stérile pour injection
- Suppositoire
- Ovule

Formes anciennes
- Bol
- Cachet
- Trochisque

## Formes souples
- Systèmes transdermiques
- Gélules

## Préparations semi-solides pour application cutanée (PSSAC)

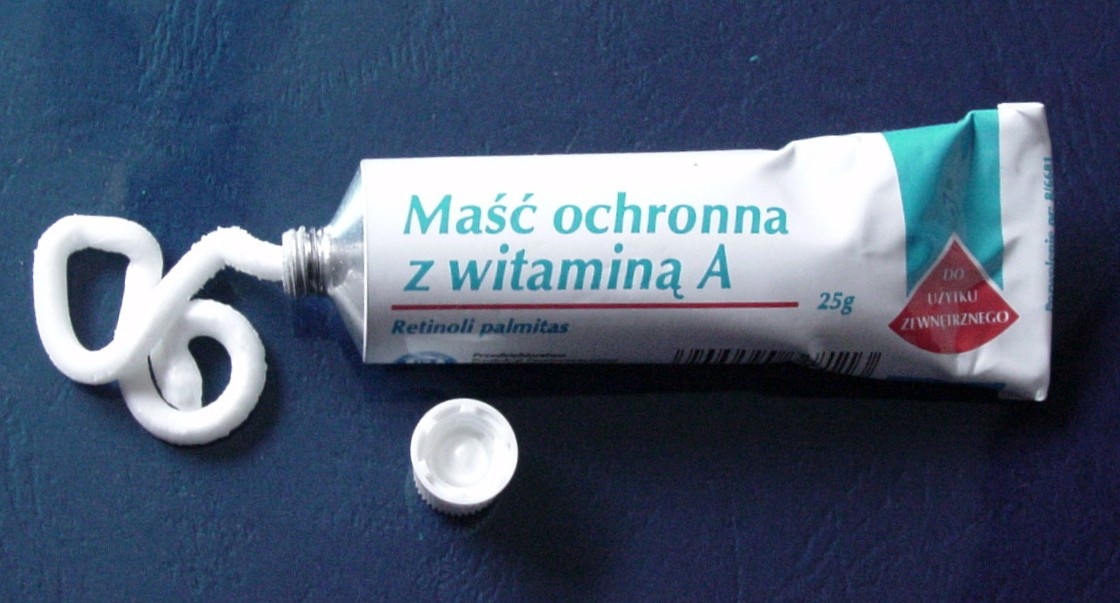
Tube (originaire de Pologne)

- Cataplasme
- Collodion
- Crème
- Emplâtres médicamenteux
- Gel
- Pâte
- Pommade

Formes anciennes
- Électuaire
- Confection
- Opiat

## Formes liquides
- Alcoolature

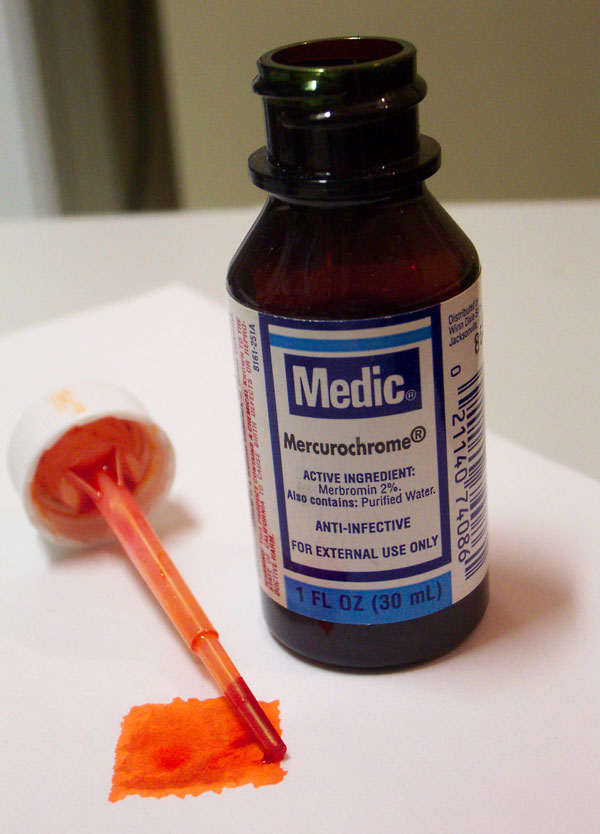
Mercurochrome

- Ampoule, contenant une dose de liquide buvable ou injectable selon le cas
- Collyre (gouttes ophtalmiques)
- Élixir
- Embrocation
- Émulsion buvable (peut être en gouttes)
- Goutte buvable
- Goutte otique
- Infusion
- Liniment
- Liquide oral (que l'on n'avale pas, par exemple un bain de bouche)
- Lotion
- Mousse
- Shampooing
- Sirop
- Solution qui peut être injectable, buvable, etc.
- Suspension intégrale de plantes fraiches
- Suspension buvable (peut être en gouttes)

## Préparations pharmaceutiques pressurisées
- Préparation pour inhalation
  - Nébuliseur
  - Inhalateur pressurisé à valve doseuse
  - Inhalateur à poudre

## Autres formes
- Comprimé avec applicateur buccal
- Vernis (pour traiter les mycoses unguéales)
- Insert ophtalmique destiné à libérer un principe actif d'une matrice placée dans le cul-de-sac conjonctival (sous la paupière inférieure)

### Note
1. ↑  du nom de Galien, médecin grec du IIe siècle